# Мохаммади, Милад
Мила́д Мохаммади́ (перс. میلاد محمدی‎; род. 29 сентября 1993, Тегеран) — иранский футболист, защитник клуба «Адана Демирспор» и сборной Ирана. Брат-близнец футболиста Мехрдада Мохаммади.

## Карьера
Воспитанник юношеских команд «Гахар Загрос» (2008—2012) и «Нирое Замини» Тегеран (2012—2014). Летом 2014 года подписал 5-летний контракт с клубом «Рах Ахан».

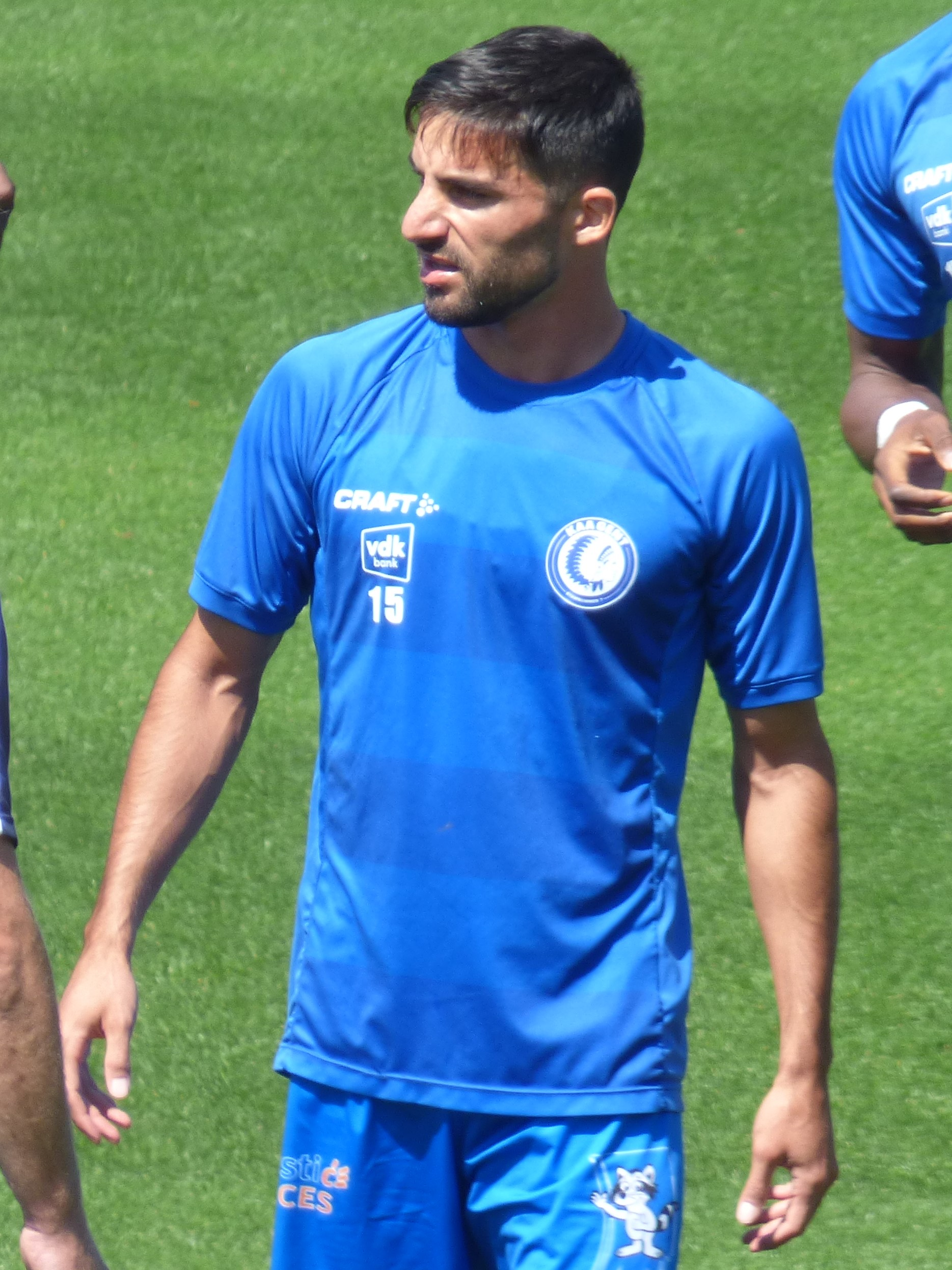
Мохаммади в составе «Гента»

6 февраля 2016 перешёл в грозненский «Терек» за 300 тыс. евро; контракт рассчитан на 3,5 года. В Премьер-лиге дебютировал 2 апреля, выйдя на замену в матче против «Анжи» (3:2). Сезон 2016/17 Мохаммади начал удачно, играя на позиции левого защитника отдав 4 голевые передачи.
После сезона 2018/19 покинул «Ахмат».
В июле 2019 года Мохаммади подписал контракт с бельгийским клубом «Гент». 25 июля 2019 года он дебютировал за клуб, выйдя на замену в домашнем матче против «Вииторула» в отборочных раундах Лиги Европы. Начав сезон на скамейке запасных, он постепенно закрепился на левом фланге обороны, посадив Нана Асаре на скамейку. 25 августа 2021 года он покинул клуб.
17 сентября 2021 года Мохаммади подписал трёхлетний контракт с греческим клубом АЕК Афины.

## Международная карьера
Милад принимал участие в составе молодёжной сборной своей страны Чемпионате Азии 2016 среди молодёжных команд. Отметился забитым мячом в групповом этапе турнира.
11 июня 2015 дебютировал в составе сборной Ирана в товарищеском матче против Узбекистана.